# Cascada trófica

Este diagrama ilustra la cascada trófica causada por la eliminación del depredador superior. Cuando se elimina el depredador superior, la población de ciervos puede crecer sin control y esto provoca un consumo excesivo de los productores primarios.

Las cascadas tróficas son poderosas interacciones indirectas que pueden controlar ecosistemas enteros, que ocurren cuando se suprime un nivel trófico en una red trófica. Por ejemplo, se producirá una cascada de arriba hacia abajo si los depredadores son lo suficientemente efectivos en la depredación para reducir la abundancia o alterar el comportamiento de sus presas, liberando así el siguiente nivel trófico debajo de la depredación (o herbivoría si el nivel trófico intermedio es un herbívoro).
Cascada trófica es un concepto ecológico que ha estimulado nuevas investigaciones en muchas áreas de la ecología. Por ejemplo, puede ser importante para comprender los efectos en cadena de eliminar a los superdepredadores de las redes tróficas, como lo han hecho los humanos en muchos lugares a través de la caza y la pesca.

## Tipos
Una cascada de arriba hacia abajo es una cascada trófica donde el principal consumidor/depredador controla la población de consumidores primarios. A su vez, la población de productores primarios prospera. La eliminación del depredador superior puede alterar la dinámica de la red alimentaria. En este caso, los consumidores primarios sobrepoblarían y explotarían a los productores primarios. Eventualmente no habría suficientes productores primarios para sostener a la población de consumidores. La estabilidad de la red alimentaria de arriba hacia abajo depende de la competencia y la depredación en los niveles tróficos superiores. Las especies invasoras también pueden alterar esta cascada al eliminar o convertirse en un superdepredador. Esta interacción puede no ser siempre negativa. Los estudios han demostrado que ciertas especies invasoras han comenzado a cambiar en cascada; y como consecuencia, se ha reparado la degradación del ecosistema.
Por ejemplo, si la abundancia de peces piscívoros grandes aumenta en un lago, la abundancia de sus presas, los peces más pequeños que comen zooplancton, debería disminuir. El aumento resultante de zooplancton debería, a su vez, hacer que la biomasa de su presa, el fitoplancton, disminuya.
En una cascada de abajo hacia arriba, la población de productores primarios siempre controlará el aumento/disminución de la energía en los niveles tróficos superiores. Los productores primarios son las plantas, fitoplancton y zooplancton que requieren fotosíntesis. Si bien la luz es importante, las poblaciones de productores primarios se ven alteradas por la cantidad de nutrientes en el sistema. Esta red alimentaria se basa en la disponibilidad y limitación de recursos. Todas las poblaciones experimentarán crecimiento si inicialmente hay una gran cantidad de nutrientes.
En una cascada de subsidios, las poblaciones de especies en un nivel trófico pueden complementarse con alimentos externos. Por ejemplo, los animales nativos pueden alimentarse de recursos que no se originan en su mismo hábitat, como los depredadores nativos que comen ganado. Esto puede aumentar su abundancia local afectando así a otras especies del ecosistema y provocando una cascada ecológica. Por ejemplo, Luskin et al. (2017) encontraron que los animales nativos que viven en la selva primaria protegida en Malasia encontraron subsidios alimentarios en las plantaciones de palma aceitera vecinas. Este subsidio permitió que aumentaran las poblaciones de animales nativos, lo que luego desencadenó poderosos efectos secundarios en cascada en la comunidad de árboles forestales. Específicamente, el jabalí que ataca los cultivos (Sus scrofa) construyó miles de nidos de la vegetación del sotobosque del bosque y esto provocó una disminución del 62% en la densidad de árboles jóvenes durante un período de estudio de 24 años. Estas cascadas transfronterizas de subsidios pueden estar muy extendidas en ecosistemas terrestres y marinos y presentar importantes desafíos de conservación.
Estas interacciones tróficas dan forma a patrones de biodiversidad a nivel mundial. Los seres humanos y el cambio climático han afectado drásticamente estas cascadas. Un ejemplo se puede ver con la nutria marina (Enhydra lutris) en la costa del Pacífico estadounidense. Con el tiempo, las interacciones humanas provocaron la eliminación de las nutrias marinas. Una de sus principales presas, el erizo de mar púrpura del Pacífico (Strongylocentrotus purpuratus) finalmente comenzó a sobrepoblarse. La superpoblación provocó un aumento de la depredación de algas gigantes (Macrocystis pyrifera). Como resultado, hubo un deterioro extremo de los bosques de algas a lo largo de la costa de California. Por eso es importante que los países regulen los ecosistemas marinos y terrestres.

## Orígenes y teoría
A Aldo Leopold se le atribuye generalmente el mérito de describir primero el mecanismo de una cascada trófica, basándose en sus observaciones del pastoreo excesivo de las laderas de las montañas por los ciervos después del exterminio humano de lobos. A Nelson Hairston, Frederick E. Smith y Lawrence B. Slobodkin generalmente se les atribuye la introducción del concepto en el discurso científico, aunque tampoco usaron el término. Hairston, Smith y Slobodkin argumentaron que los depredadores reducen la abundancia de herbívoros, permitiendo que las plantas prosperen. Esto a menudo se conoce como la hipótesis del mundo verde. A la hipótesis del mundo verde se le atribuye haber llamado la atención sobre el papel de las fuerzas de arriba hacia abajo (por ejemplo, la depredación) y los efectos indirectos en la configuración de las comunidades ecológicas. La visión predominante de las comunidades antes de Hairston, Smith y Slobodkin era la trofodinámica, que intentaba explicar la estructura de las comunidades utilizando solo fuerzas de abajo hacia arriba (por ejemplo, limitación de recursos). Smith pudo haberse inspirado en los experimentos de un ecologista checo, Jaroslav Hrbáček, a quien conoció en un intercambio cultural del Departamento de Estado de los Estados Unidos. Hrbáček había demostrado que los peces en estanques artificiales reducían la abundancia de zooplancton, lo que conducía a un aumento de la abundancia de fitoplancton.
Hairston, Smith y Slobodkin discutieron que las comunidades ecológicas actuaran como cadenas alimenticias con tres niveles tróficos. Los modelos posteriores ampliaron el argumento a las cadenas alimentarias con más o menos de tres niveles tróficos.

## Críticas
Aunque la existencia de cascadas tróficas no es controvertida, los ecólogos han debatido durante mucho tiempo cuán omnipresentes son. Hairston, Smith y Slobodkin argumentaron que los ecosistemas terrestres, por regla general, se comportan como una cascada trófica de tres niveles tróficos, lo que provocó una controversia inmediata. Algunas de las críticas, tanto al modelo de Hairston, Smith y Slobodkin como al modelo posterior de Oksanen, fueron:
- Las plantas poseen numerosas defensas contra la herbivoría , y estas defensas también contribuyen a reducir el impacto de los herbívoros en las poblaciones de plantas.[12]
- Las poblaciones de herbívoros pueden estar limitadas por factores distintos a la comida o la depredación, como los sitios de anidación o el territorio disponible.
- Para que las cascadas tróficas sean ubicuas, las comunidades generalmente deben actuar como cadenas tróficas, con niveles tróficos discretos. La mayoría de las comunidades, sin embargo, tienen redes tróficas complejas. En las redes tróficas reales, los consumidores a menudo se alimentan en múltiples niveles tróficos (omnívoros ), los organismos a menudo cambian su dieta a medida que crecen, se produce canibalismo y los consumidores son subsidiados por insumos de recursos externos a la comunidad local, todo lo cual borra las distinciones entre niveles tróficos.[13]

Antagonísticamente, este principio a veces se denomina "goteo trófico".

## Ejemplos clásicos

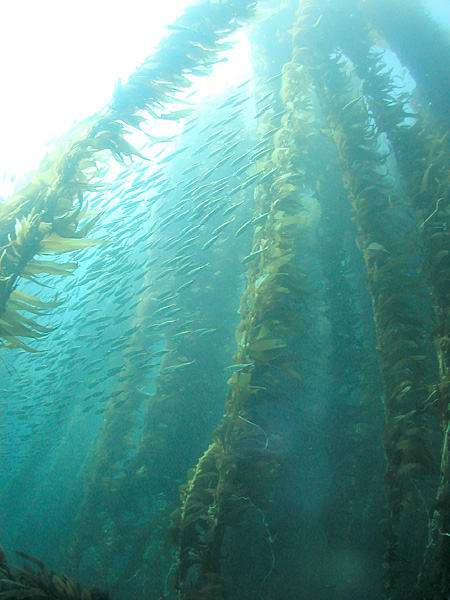
Se ha demostrado que los bosques de algas marinas sanos del Pacífico, como este en la isla de San Clemente del archipiélago del Norte de California, prosperan cuando hay nutrias marinas. Cuando las nutrias están ausentes, las poblaciones de erizos de mar pueden irrumpir y degradar gravemente el ecosistema del bosque de algas.

Aunque Hairston, Smith y Slobodkin formularon su argumento en términos de cadenas alimentarias terrestres, las primeras demostraciones empíricas de cascadas tróficas provienen de ecosistemas marinos y, especialmente, acuáticos. Algunos de los ejemplos más famosos son:
- En los lagos de América del Norte , los peces piscívoros pueden reducir drásticamente las poblaciones de peces zooplanctívoros; Los peces zooplanctívoros pueden alterar drásticamente las comunidades de zooplancton de agua dulce , y el pastoreo de zooplancton puede a su vez tener grandes impactos en las comunidades de fitoplancton . La eliminación de peces piscívoros puede cambiar el color del agua del lago de clara a verde al permitir que florezca el fitoplancton.[16]
- En el río Eel, en el norte de California , los peces (trucha arcoíris y cucarachas ) consumen larvas de peces e insectos depredadores. Estos depredadores más pequeños se alimentan de larvas de mosquitos, que se alimentan de algas . La eliminación de los peces más grandes aumenta la abundancia de algas.[17]
- En los bosques de algas del Pacífico, las nutrias marinas se alimentan de erizos de mar . En áreas donde las nutrias marinas han sido cazadas hasta la extinción, los erizos de mar aumentan en abundancia y las poblaciones de algas marinas se reducen.[18][19]
- Un ejemplo clásico de una cascada trófica terrestre es la reintroducción de lobos grises en el parque nacional de Yellowstone , lo que redujo el número y cambió el comportamiento de alces . Esto a su vez liberó a varias especies de plantas de la presión del pastoreo y posteriormente condujo a la transformación de los ecosistemas ribereños. Este ejemplo de una cascada trófica se muestra y explica vívidamente en el video viral "Cómo los lobos cambian los ríos".[20]

## Cascadas tróficas terrestres
El hecho de que las primeras cascadas tróficas documentadas ocurrieran en lagos y arroyos llevó a un científico a especular que las diferencias fundamentales entre las redes tróficas acuáticas y terrestres hacían que las cascadas tróficas fueran principalmente un fenómeno acuático. Las cascadas tróficas se restringieron a comunidades con una diversidad de especies relativamente baja, en las que un pequeño número de especies podría tener una influencia abrumadora y la red alimentaria podría operar como una cadena alimentaria lineal. Además, todas las cascadas tróficas bien documentadas en ese momento ocurrieron en las cadenas alimentarias con las algas como el principal productor. Las cascadas tróficas, argumentó Strong, solo pueden ocurrir en comunidades con productores de rápido crecimiento que carecen de defensas contra la herbivoría.
Investigaciones posteriores han documentado cascadas tróficas en ecosistemas terrestres, que incluyen:
- En la pradera costera del norte de California, los altramuces amarillos (Lupinus arboreus ) son alimentados por un herbívoro particularmente destructivo, la oruga perforadora de raíces de la polilla fantasma. Los nematodos entomopatógenos matan a las orugas y pueden aumentar la supervivencia y la producción de semillas de los altramuces.[22][23]
- En la selva tropical de Costa Rica , un escarabajo clérido se especializa en comer hormigas . La hormiga Pheidole bicornis tiene una asociación mutualista con las plantas de Piper : la hormiga vive en Piper y elimina las orugas y otros insectos herbívoros. El escarabajo, al reducir la abundancia de hormigas, aumenta el área foliar eliminada de las plantas de Piper por los insectos herbívoros.[24]

Los críticos señalaron que las cascadas tróficas terrestres publicadas generalmente involucraban subconjuntos más pequeños de la red alimentaria (a menudo solo una especie de planta). Esto fue bastante diferente de las cascadas tróficas acuáticas, en las que la biomasa de los productores en su conjunto se redujo cuando se eliminaron los depredadores. Además, la mayoría de las cascadas tróficas terrestres no demostraron una reducción de la biomasa de las plantas cuando se eliminaron los depredadores, sino solo un aumento del daño de las plantas por parte de los herbívoros. No es claro si tal daño realmente resultaría en una reducción o una abundancia de la biomasa de las plantas. En 2002, un metaanálisis encontró que las cascadas tróficas son generalmente más débiles en los ecosistemas terrestres, lo que significa que los cambios en la biomasa de los depredadores dieron como resultado cambios menores en la biomasa de las plantas. Por el contrario, un estudio publicado en 2009 demostró que múltiples especies de árboles con autecologías muy variables se ven, de hecho, muy afectadas por la pérdida de un depredador ápice. Otro estudio, publicado en 2011, demostró que la pérdida de grandes depredadores terrestres también degrada significativamente la integridad de los sistemas de ríos y arroyos, impactando su geomorfología, su hidrología y a las comunidades biológicas asociadas.
El modelo de los críticos se ve desafiado por los estudios acumulados desde la reintroducción de lobos grises en el parque nacional Yellowstone. El lobo gris, luego de ser extirpado en la década de 1920 y haber estado ausente durante 70 años, fue reintroducido al parque en 1995 y 1996. Desde entonces, se ha restablecido una cascada trófica de tres niveles que involucra lobos, alces (Cervus elaphus) y especies leñosas de ramoneo tales como álamos (Populus spp.) y sauces (Salix spp.). Es probable que los mecanismos incluyan la depredación real de los alces por parte de los lobos, que reduce su número, y la amenaza de depredación, que altera el comportamiento y los hábitos de alimentación de los alces, lo que hace que estas especies de plantas se liberen de la intensa presión de ramoneo. Posteriormente, sus tasas de supervivencia y reclutamiento han aumentado significativamente en algunos lugares dentro del rango norte de Yellowstone. Este efecto se nota particularmente entre las comunidades de plantas ribereñas de la cordillera, y las comunidades de las tierras altas recién comenzaron a mostrar signos similares de recuperación.
Ejemplos de este fenómeno incluyen:
- Un aumento de 2 a 3 veces en la cobertura de vegetación leñosa de hoja caduca , principalmente de sauce, en el área de Soda Butte Creek entre 1995 y 1999.[30]
- Las alturas de los sauces más altos del valle del río Gallatin aumentaron de 75  cm hasta 200  cm entre 1998 y 2002.[31]
- Las alturas de los sauces más altos en el área de Blacktail Creek aumentaron de menos de 50  cm a más de 250  cm entre 1997 y 2003. Además, la cobertura del dosel sobre los arroyos aumentó significativamente, de solo un 5% a un rango de 14-73%.[32]
- En la zona norte, la cubierta de vegetación leñosa alta de hoja caduca aumentó en un 170% entre 1991 y 2006.[33]
- En los valles de Lamar y Soda Butte, el número de álamos jóvenes que habían sido reclutados con éxito pasó de 0 a 156 entre 2001 y 2010.[29]

Las cascadas tróficas también impactan la biodiversidad de los ecosistemas, y cuando se examinan desde esa perspectiva, los lobos parecen tener múltiples impactos positivos en cascada sobre la biodiversidad del parque nacional Yellowstone. Estos impactos incluyen:
- Carroñeros, como los cuervos (Corvus corax ), las águilas calvas (Haliaeetus leucocephalus) e incluso los osos pardos (Ursus arctos horribilis), probablemente estén subvencionados por los cadáveres de los lobos.[34]
- En el área de distribución del norte, se encontró que la abundancia relativa de seis de siete pájaros cantores nativos que utilizan sauces es mayor en áreas de recuperación de sauces en comparación con aquellas donde los sauces permanecieron suprimidos.[33]
- El número de bisontes (Bison bison) en el rango norte ha aumentado constantemente a medida que el número de alces ha disminuido, presumiblemente debido a una disminución en la competencia interespecífica entre las dos especies.[35]
- Es importante destacar que el número de colonias de castores (Castor canadensis) en el parque ha aumentado de una en 1996 a doce en 2009. Es probable que la recuperación se deba al aumento de la disponibilidad de sauces, ya que se han estado alimentando casi exclusivamente de ellos. Como especie clave, el resurgimiento del castor es un evento crítico para la región. Se ha demostrado que la presencia de castores tiene un impacto positivo en la erosión de los ríos, la retención de sedimentos, los niveles freáticos, el ciclo de nutrientes y tanto en la diversidad como en la abundancia de vida vegetal y animal entre las comunidades ribereñas.[29]

Hay varios otros ejemplos de cascadas tróficas que involucran a grandes mamíferos terrestres, que incluyen:
- Tanto en el parque nacional Zion como en el parque nacional Yosemite, se encontró que el aumento de las visitas humanas durante la primera mitad del siglo XX correspondía a la disminución de las poblaciones de pumas nativos (Puma concolor) en al menos parte de su área de distribución. Poco después, aumentaron las poblaciones nativas de venados bura (Odocoileus hemionus), sometiendo a las comunidades residentes de álamos de Frémont (Populus fremontii) en Zion y derobles negros de California (Quercus kelloggii) en Yosemite a un ramoneo intensificado. Esto detuvo el reclutamiento exitoso de estas especies, excepto en refugios inaccesibles para los ciervos. En Zion, la supresión de los álamos aumentó la erosión de los arroyos y disminuyó la diversidad y abundancia de anfibios, reptiles, mariposas y flores silvestres. En partes del parque donde los pumas todavía eran comunes, estos impactos negativos no se expresaron y las comunidades ribereñas eran significativamente más saludables.[36][37]
- En el África subsahariana, la disminución de las poblaciones de leones (Panthera leo) y leopardos (Panthera pardus) ha provocado un aumento de la población de papiones oliva (Papio anubis). Este caso de liberación de mesodepredadores afectó negativamente a las poblaciones de ungulados que ya estaban en declive y es una de las razones del aumento del conflicto entre los papiones y los humanos, ya que los primates atacan los cultivos y propagan parásitos intestinales.[38][39]
- En los estados australianos de Nueva Gales del Sur y Australia Meridional, se encontró que la presencia o ausencia de dingos (Canis lupus dingo) estaba inversamente relacionada con la abundancia de zorros rojos invasores (Vulpes vulpes). En otras palabras, los zorros eran más comunes donde los dingos eran menos comunes. Posteriormente, las poblaciones de una especie de presa en peligro de extinción, el ratón saltador oscuro (Notomys fuscus) también fueron menos abundantes donde los dingos estaban ausentes debido a que los zorros, que consumen a los ratones, ya no están controlados por el depredador superior.[40]

## Cascadas tróficas marinas
Además de los ejemplos clásicos enumerados anteriormente, se han identificado ejemplos más recientes de cascadas tróficas en ecosistemas marinos:
- Un ejemplo de cascada en un ecosistema complejo de mar abierto ocurrió en el noroeste del Atlántico durante las décadas de 1980 y 1990. La remoción del bacalao del Atlántico (Gadus morhua) y otros peces terrestres por sobrepesca sostenida resultó en un aumento en la abundancia de especies de presa para estos peces terrestres, particularmente peces forrajeros e invertebrados más pequeños como el cangrejo de las nieves del norte (Chionoecetes opilio) y la gamba (Pandalus borealis). La mayor abundancia de estas especies de presas alteró la comunidad de zooplancton que sirve de alimento para peces e invertebrados más pequeños como efecto indirecto.[41]
- Una cascada similar, que también involucró al bacalao del Atlántico, ocurrió en el mar Báltico a fines de la década de 1980. Después de una disminución del bacalao del Atlántico, la abundancia de su principal presa, el espadín (Sprattus sprattus), aumentó[42] y el ecosistema del Mar Báltico pasó de estar dominado por el bacalao a estar dominado por el espadín. El siguiente nivel de cascada trófica fue una disminución en la abundancia de Pseudocalanus acuspes,[43] un copépodo del que se alimenta el espadín.
- En los arrecifes de coral del Caribe, varias especies de pez ángel y pez loro comen especies de esponjas que carecen de defensas químicas. La eliminación de estas especies de peces que se alimentan de esponjas de los arrecifes mediante la captura de peces y redes ha dado como resultado un cambio en la comunidad de esponjas hacia especies de esponjas de rápido crecimiento que carecen de defensas químicas.[44] Estas especies de esponjas de rápido crecimiento son competidores superiores por el espacio, y sobrecrecen y sofocan los corales formadores de arrecifes en mayor medida en arrecifes sobrepescados.[45]